# Центральный банк Китайской Республики
Центральный банк Китайской Республики (англ. Central Bank of the Republic of China (Taiwan) — центральный банк частично признанного государства Китайская Республика, контролирующего остров Тайвань.

## История
В 1923 года в Кантоне был учреждён государственный Центральный банк Китая. В период работы на материковой части Китая (в 1923—1949 годах) банк входил в «большую четвёрку» банков вместе с Банком Китая, Крестьянским банком Китая и Банком коммуникаций.
В декабре 1949 года банк эвакуирован в Тайбэй, на остров Тайвань, работу возобновил только в июле 1961 года.
В 2000 году английское название банка изменено на «Central Bank of the Republic of China (Taiwan)».